# Icusamagã
Icusamagã (𒄿𒆪𒀭𒊭𒈠𒃶, i-ku- D -sha-ma-gan)  foi um rei do segundo reino Mariote que reinou c. 2500 a.C. Ele é um dos três reis mari conhecidos da arqueologia, sendo Icunsamas provavelmente o mais antigo. Outro rei era Lamgi-Mari, também conhecido por uma estátua inscrita.
Em suas inscrições, esses reis mari usavam a língua acadiana, enquanto seus contemporâneos ao sul usavam a língua suméria.

## Vaso
Um vaso mencionando Icusamagã "em um dialeto semítico antigo" também é conhecido:
"Para Icusamagã, rei de Mari, Sueda, o copeiro, filho do ... comerciante, dedicou este navio ao deus do rio e a Ishtarat"

## Estátua
Icusamagã é conhecido a partir de uma estátua com inscrição, descoberta por André Parrot em 1952. A estátua, no Museu Nacional de Damasco, foi restaurada pelo Museu do Louvre em 2011.
A estátua votiva de Icusamagã foi dedicada através de uma inscrição na parte de trás da estátua:

𒄿𒆪𒀭𒊭𒈠𒃶 / 𒈗𒈠𒌷𒆠 / 𒀋 / 𒊕𒂅 / 𒊨𒋤 / 𒀭𒈹𒍝𒍝 / 𒊕𒄸𒁺
i-ku-Dsha-ma-gan / lugal ma-ri2ki / abba2 / sa12du5 / dul3su3 / DMUSZ3xZA.ZA / sa12rig9

"De Icusamagã, rei de Mari, seu inspetor dedicou a estátua a Ninizaza"— Inscrição na estátua de Icusamagã
A estátua foi descoberta em Mari, no templo de Ninizaza.
 

A estátua foi fortemente danificada durante a conquista pelos exércitos do Império Acádio por volta de 2300 a.C.  

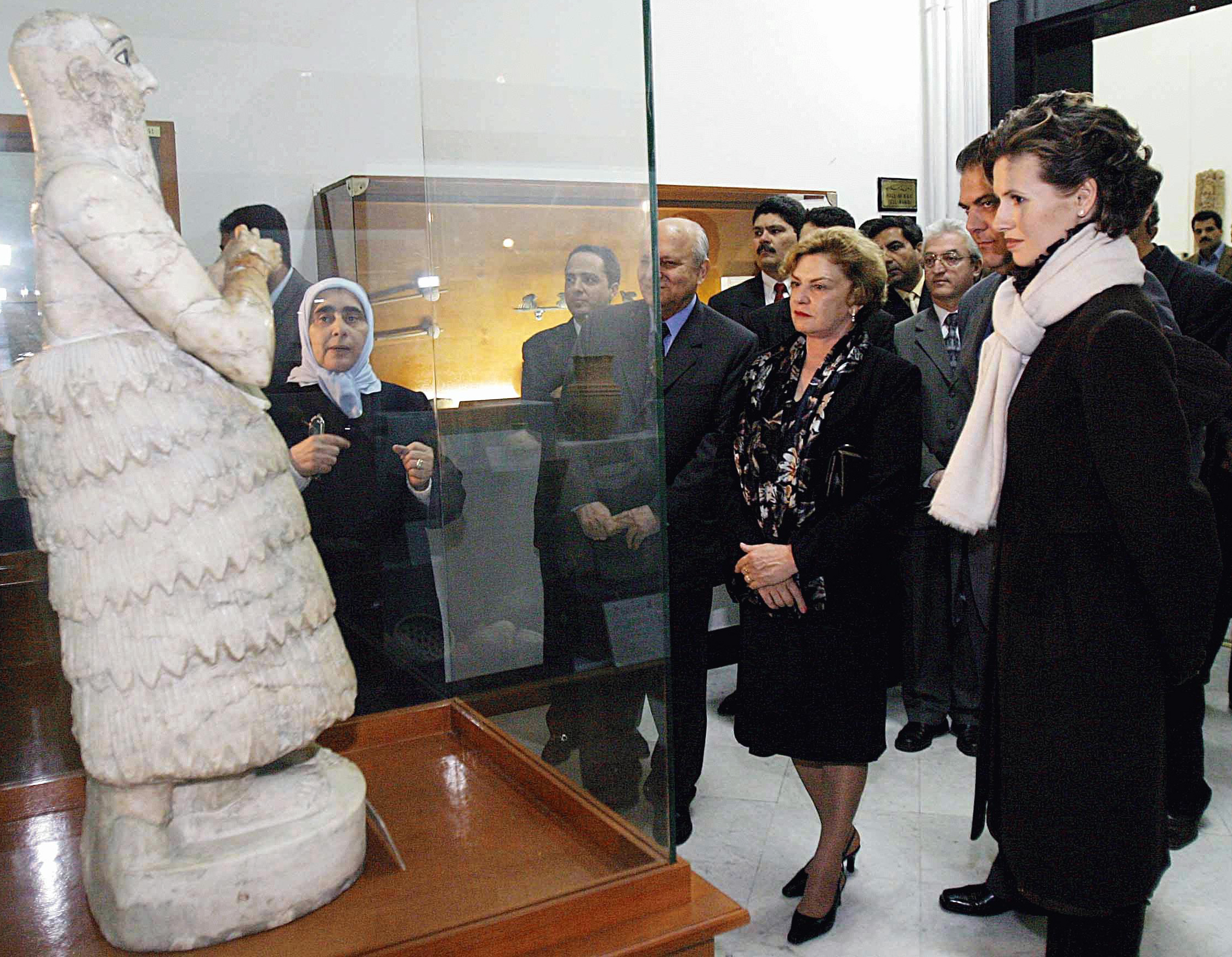
Asma al-Assad e Marisa Letícia olhando para a estátua de Icusamagã no Museu Nacional de Damasco
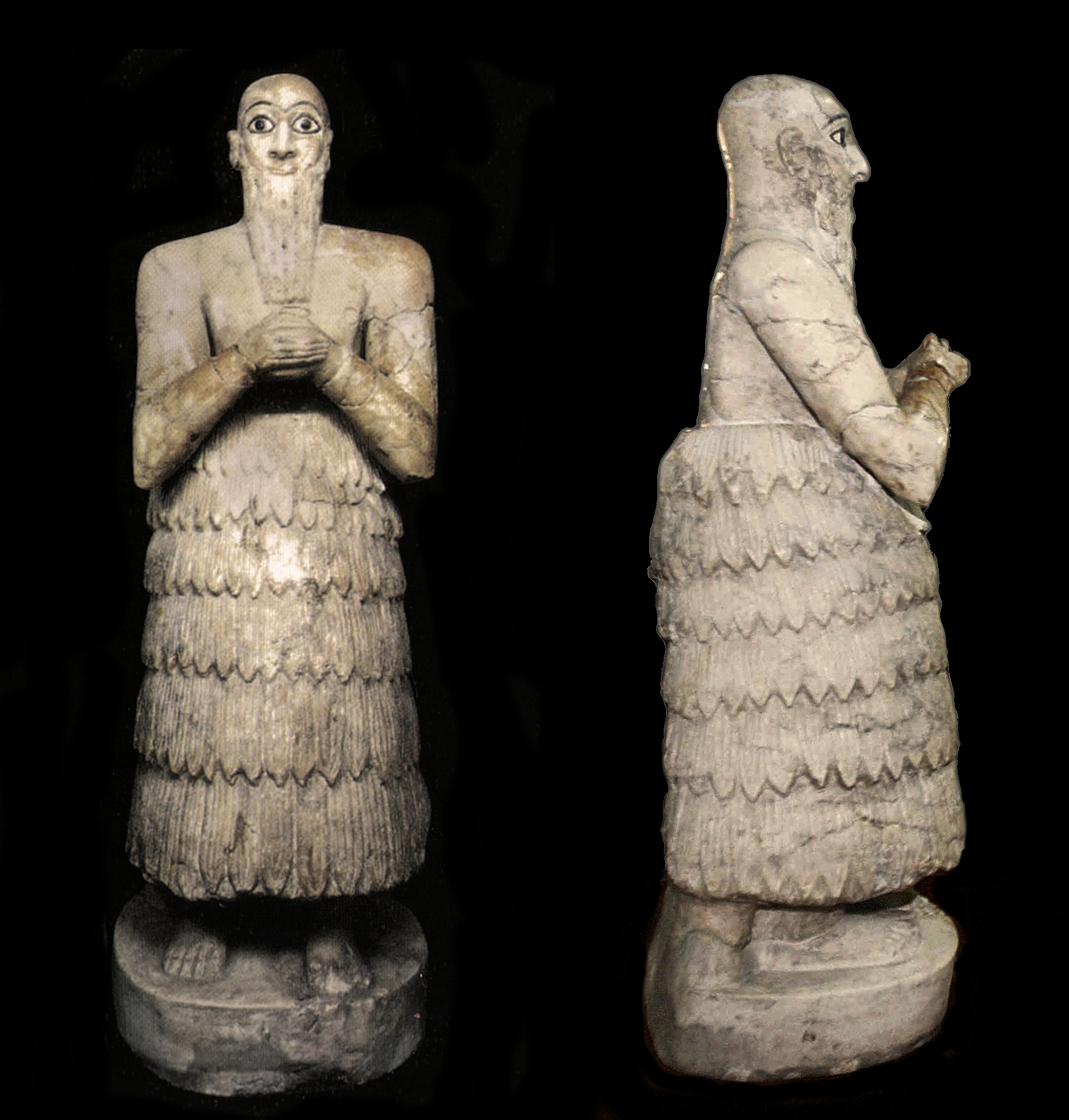
Estátua de Icusamagã com inscrição votiva na parte de trás do ombro direito.   Museu Nacional de Damasco
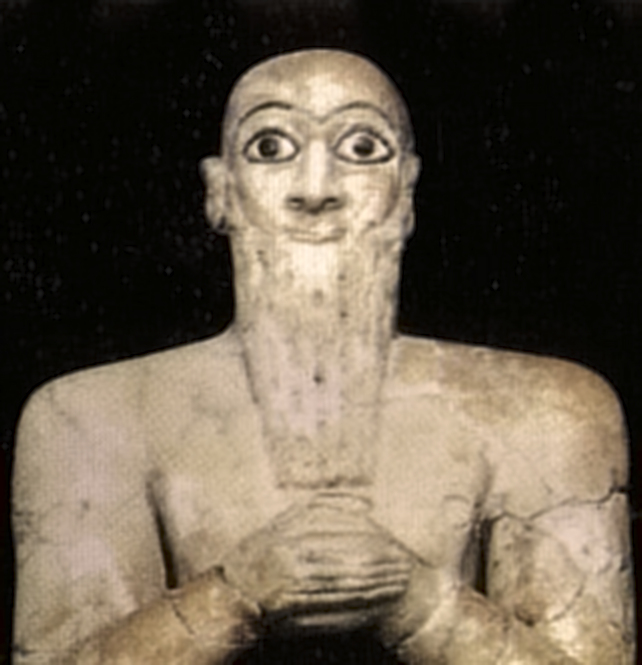
Icusamagã (detalhe)